# Luzia Zberg
Luzia Zberg (Altdorf, Uri, 18 de gener de 1970) va ser una ciclista suïssa. Del seu palmarès destaquen quatre campionats nacionals en ruta i dos en contrarellotge. Va participar en els Jocs Olímpics de Barcelona de 1992.
Els seus germans Beat i Markus també s'han dedicat al ciclisme.

## Palmarès
- 1989
  - Vencedora d'una etapa al Giro d'Itàlia
- 1991
  -  Campiona de Suïssa en ruta
  - 1a al Gran Premi de Brissago
  - 1a al Tour de Berna
- 1992
  -  Campiona de Suïssa en ruta
  - 1a a la Volta a l'Oest de Noruega i vencedora d'una etapa
  - 1a al Tour de Berna
  - Vencedora d'una etapa al Tour de Finisterre
  - 8a als Jocs Olímpics de Barcelona.[3]
- 1993
  -  Campiona de Suïssa en ruta
  - Vencedora d'una etapa al Giro d'Itàlia
- 1994
  -  Campiona de Suïssa en ruta
  -  Campiona de Suïssa en contrarellotge
  - 1a al Gran Premi de Brissago
- 1995
  -  Campiona de Suïssa en contrarellotge
  - 1a al Tour de Berna